# El cachorro (historieta)
El cachorro es una serie de cuadernos de aventuras creada por Juan García Iranzo y publicada por Editorial Bruguera desde 1951 hasta 1960. Como folletín, es uno de los más brillantes de toda la Historieta española.

## Trayectoria editorial
El primer ejemplar de la colección se publicó en diciembre de 1951. El autor se inspiró para la creación de esta serie en las películas de piratas estadounidenses de los años treinta, como El capitán Blood o El Corsario Negro, así como en el libro El médico de los piratas, las memorias del médico del famoso capitán Morgan. Por otro lado, Iranzo ya había realizado anteriormente una historieta de piratas: El pirata desconocido (revista Chicos, 1945).
Hasta su desaparición en 1960 llegaron a publicarse un total de 213 números en formato de cuadernillos de aventuras. El autor prefirió acabar la serie, a pesar de su éxito, en lugar de plegarse a las exigencias de Bruguera, que pretendía aumentar el ritmo de publicación, lo que hubiese obligado a Iranzo a ceder su personaje a otros dibujantes. 
Posteriormente tuvo una reedición 1976 en forma de cuaderno, pero comenzando en su lucha contra los piratas berberiscos, y en 1983 en su formato original.

## Personajes
- El protagonista de la historieta es Miguel Díaz Olmedo, "El Cachorro", comandante del galeón español El Águila del Caribe que hace la promesa de limpiar el Caribe de piratas. Cosa que al final logra. Pero no se detiene en ese mar sino que sus luchas contra la piratería continúan en el Mediterráneo contra los piratas berberiscos a quienes también logra derrotar. Miguel es un muchacho intrépido y buen tirador con espada y pistola.

- Batán, cuyo nombre cristiano era Sebastián, es el lugarteniente y mejor amigo de Miguel. Es un negro africano a quien salvó la vida el Cachorro en la selva de la isla Tortuga, cuando lo estaba asfixiando una serpiente constrictora, que lo sorprendió mientras dormía la siesta, y que después le devuelve el favor innumerables veces. Pese a la idea colonialista del blanco oficial y el sirviente negro, Batán llegó a ser comandante de navío, el galeón español El Toro al mando de una tripulación negra formada por ex esclavos. Como contrapartida a Miguel, Batán es enormemente fuerte y mucho más alto.

- El capitán Fierro es miembro de los tercios de España (al contrario que los dos protagonistas que vendrían a ser marineros armados). Luce los clásicos bigote y perilla del siglo XVI y XVII traído por los Austrias.

- Elena Davis "La Hija del Trueno", es la reina de una de tantas tribus americanas que pierde a su familia desde niña y es adoptada por los indígenas llegando a ser su reina. Es encontrada por los tres protagonistas anteriores, se enamora del Almirante Toledo y regresa a España para casarse con él.

- Isabel Montero es la hija de Don Gonzalo, gobernador de Maracaibo. Se enamora del capitán Fierro y se casa con él.

- Bimba/María es la hija de un jefe de tribu africano. La encuentran Miguel y Batán en una correría en África y los sigue en numerosas aventuras. Termina adoptando la fe cristina y contrayendo matrimonio con Batán.

- El Capitán Baco es el máximo enemigo del Cachorro, un pirata gordo y barbudo con un parche en el ojo y una pata de madera. Odia a muerte al español al que casi logra matar en un duelo. Termina sus días electrocutado por un rayo mientras libraba combate, a sable, con el propio Miguel "El Cachorro", bajo una tormenta.

Además de estos, en las aventuras del marinero de Carlos III aparecen personajes históricos como Henry Morgan que, como dice la obra, termina siendo miembro de la Armada Inglesa, y El Olonés que termina asado y comido por los caníbales americanos como sucedió realmente (ZuMondfeld, 1978). Pese a estos datos la obra no se puede calificar como histórica, más bien hace concesiones históricas entre multitud de anacronismos

## Estilo
El grafismo de Iranzo en esta serie destaca por un estilo mixto entre el realismo y la caricatura, muy adecuado para la historia. No se rehúye la presentación de escenas de violencia.

## Valoración crítica
Su propia condición de folletín lo ha hecho proclive a críticas sobre su maniqueísmo. Así, el teórico Antonio Lara escribía:

Los personajes buenos -bellos, fabricados en serie, inexpresivos, de raza blanca, exactamente iguales entre sí, como salidos de una misma matriz genérica- se oponen a unos malos completos, absolutos, perfecta encarnación de los vicios más abyectos y censurables. Los malos suelen tener varios dientes de menos, andan encorvados y acechan en la oscuridad a las virginales doncellas, cuyos ángeles de la guarda consiguen preservar su castidad mediante sutiles artificios.

Como escribió el dibujante Carlos Giménez:

INOLVIDABLE «CACHORRO»

Quizá no voy a decir aquí nada nuevo, nada que yo no haya dicho ya otras veces en otros sitios. Todo el que me conoce sabe sobradamente de mi, más que admiración, devoción por Iranzo, y de mi, más que devoción, adoración por «El Cachorro».
«El Cachorro» se publicó por primera vez allá por los años 50, cuando yo, al friso de los diez años, internado en un triste colegio, era un niño sin más características personales que las que me deban el hecho de ser un insaciable devorador de tebeos, un charlatán infatigable y padecer una afición patológica que me llevaba a hacer dibujos a todas horas.
Todos, creo yo, tenemos en nuestras biografías un hito, algo que ocurre, algo que, en un momento determinado, entra en nuestras vidas, nos revuelve, nos sacude y nos marca y hace que, en ese momento, decidamos escoger un camino o una profesión.
En mi vida, los tebeos de «El Cachorro» marcaron ese hito. Fueron ese algo que entró avasallando con tal fuerza en mi fantasía infantil, removiéndome tan de arriba a abajo, agitando de tal manera mi naturaleza de cuentista y mi temperamento, aún en embrión, de dibujante, que, ya de niño, supe con certeza el camino que, pesase a quien pesase, quería recorrer de hombre: el de dibujante de tebeos.
Los tebeos de «El Cachorro», si no puedo decir que lo fueron todo, sí puedo jurar que fueron mucho en mi vida de aquellos infantiles años. Fueron, en un mundo sin juguetes, mi juguete favorito; fueron mis láminas de dibujo, que yo, con mi colilla de lápiz de tinta, que daba un trazo azulado, copiaba minuciosamente; fueron la fuente de inspiración para mis correrías de pirata en mis juegos infantes; fueron mi geografía lustrada, donde yo situé por primera vez, más en la leyenda que en el mapa, latitudes de ensueño con mágicos nombres como Maracaibo, mar Caribe, golfo de México, isla de la Tortuga, mar de los Sargazos...; fueron, a falta de otros textos más ortodoxos, que no más bellos, mis únicas fichas de Ciencias Naturales, en las que aprendí, al ritmo trepidante de la aventura, que un tiburón también es un escualo, que un pulpo es un cefalópodo y que un caimán es un saurio; fueron mis primeras y únicas nociones —yo, a diferencia de Miguel, grumete de tierra adentro— de la mar y de los barcos. De esa mar imposible que sólo existe si es descrita en el léxico mágico de la jerga aventurera: temporales, rompientes, tifones, arrecifes... 
Carlos Giménez